# The Addams Family (pinball)

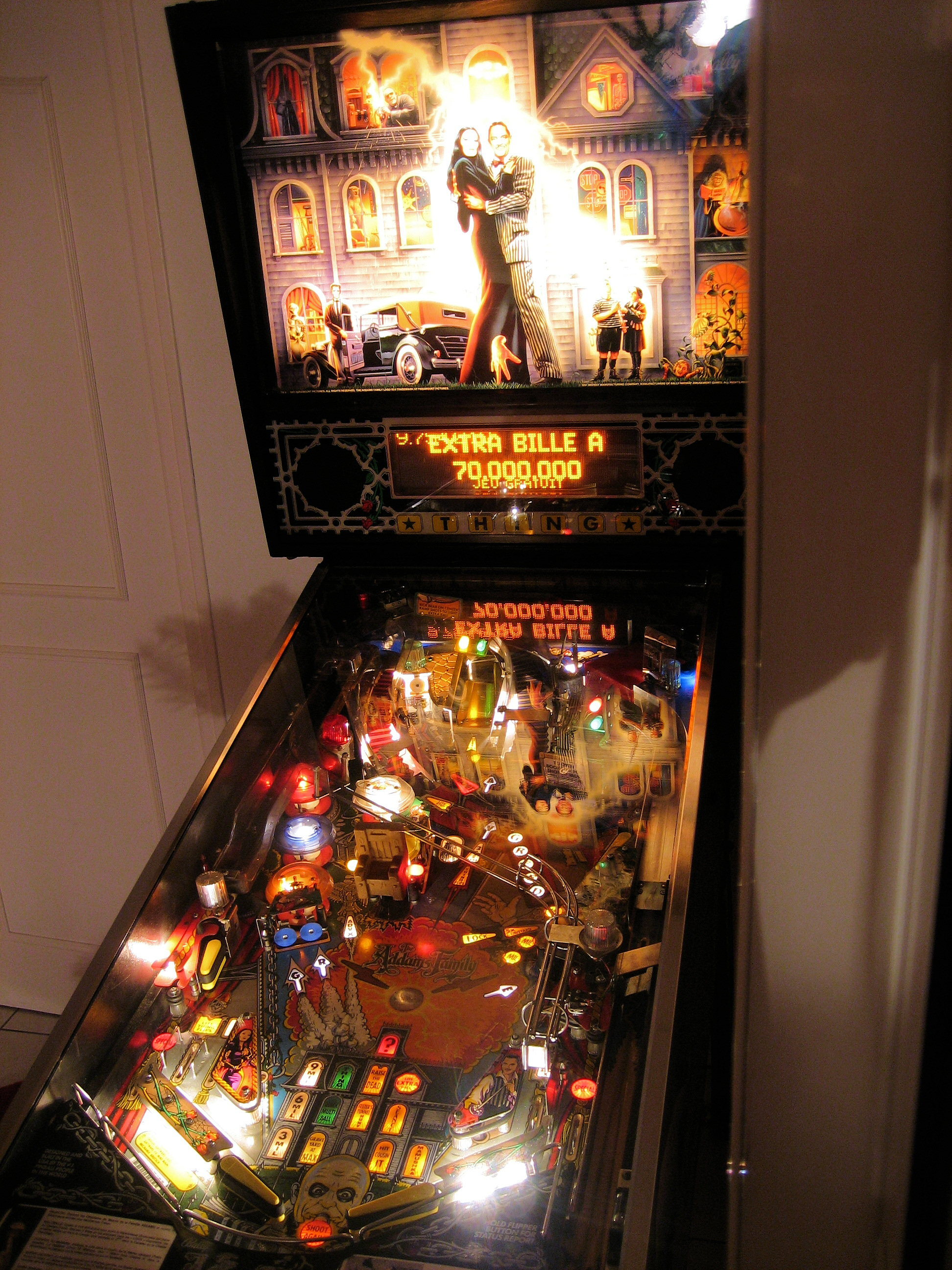
Versão francesa do pinball.

The Addams Family (A Familia Addams), é uma maquina de 
pinball de electrónica em estado sólido lançada em 1992. Foi desenhada por Pat Lawlor e Larry DeMar e produzida pela Midway (sob o nome Bally). A máquina é baseada no filme com o mesmo nome de 1991, e contém as vozes dos actores (muitas retiradas do filme) Raul Julia e Anjelica Huston. Foram vendidas mais de 20.000 unidades, fazendo do aparelho a maquina de pinball mais vendida de sempre.